# Costa Serena
Costa Serena è una nave da crociera della compagnia genovese Costa Crociere.

## Storia
È stata costruita dai cantieri navali della Fincantieri di Genova-Sestri Ponente ed è stata consegnata all'armatore il 15 maggio 2007. Ha effettuato la crociera inaugurale il 19 maggio 2007 dal porto francese di Marsiglia. Nel 2007 è stata utilizzata come ambientazione di alcune scene del film Natale in crociera.
Il 23 aprile 2015 la nave ha raggiunto Shanghai, iniziando così a far crociere per il mercato asiatico insieme a Costa Atlantica, Costa Victoria e Costa Fortuna (quest'ultima giunta in Cina nella primavera 2016).
Dal gennaio 2020 a maggio 2023 la nave è stata disarmata a causa della pandemia da Covid-19.
Noleggiata per l'intera stagione 2023/2024, Costa Serena salperà dal porto di Laem Chabang per una serie di crociere di 4/5 giorni, per poi spostarsi in Giappone e Corea del Sud nel giugno 2023, offrendo una serie di crociere brevi dedicate al mercato locale.

## Caratteristiche
La nave dispone di 1 500 cabine totali, di cui 87 all'interno dell'area benessere e 505 con balcone privato, 58 suite tutte con balcone privato e altre 12 suite all'interno dell'area benessere. Ha un centro benessere denominato Samsara Spa, uno tra i più grandi su una nave da crociera al momento della costruzione (6000 m²) con cabine ad accesso diretto e il ristorante Samsara, che offre menu equilibrati all'insegna del benessere. Possiede 4 piscine di cui 2 dotate di copertura semovente di cristallo, una a poppa e una al centro della nave. In origine l'unità era dotata di 5 vasche idromassaggio, ridotte a 3 per adattarla alle esigenze del mercato asiatico. L'area piscina centrale è dotata di un maxi schermo cinematografico di 18 m². Costa Serena possiede un teatro disposto su tre piani, il Teatro Giove, un simulatore di guida gran premio, una discoteca, una biblioteca, sale da ballo, il casinò, lo Squok Club per i bambini e il Teen Zone per gli adolescenti. Gli interni di Costa Serena, ispirati all'antica Grecia, sono disegnati dall'architetto americano Joseph Farcus.
La nave è stata usata per l'ambientazione del film Natale in crociera nel 2007.
Inoltre, nel 2009, su Costa Serena è stato girato il documentario Cruise Ship Diaries (tradotto e trasmesso in italiano come Vite da crociera).

### I Ponti diCosta Serena
I suoi 13 ponti passeggeri sono dedicati alle costellazioni:
- Ponte 1: Andromeda
  - cabine ospiti
- Ponte 2: Cassiopea
  - cabine ospiti
- Ponte 3: Aries
  - Teatro Giove, a prua
  - Atrio Pantheon, a centro nave
  - Ristorante Vesta, a centro nave
  - Ristorante Ceres, a poppa
- * Ponte 4: Orion
  - Teatro Giove, a prua
  - Atrio Pantheon, a centro nave
  - Ristorante Vesta, a centro nave
  - Ristorante Ceres, a poppa
- Ponte 5: Gemini
  - Teatro Giove, a prua
  - Grand Bar Apollo, a centro nave
  - Salone Luna, a poppa
- Ponte 6: Centaurus
  - cabine ospiti

- Ponte 7: Acquarius
  - cabine ospiti
- Ponte 8: Perseus
  - cabine ospiti
- Ponte 9: Libra
  - cabine ospiti
  - Lido Sole, a centro nave
  - Ristorante Buffet Prometeo, a centro nave
  - Lido Urano, a poppa
- Ponte 10: Taurus
  - cabine ospiti
  - Risotrante Buffet Prometeo, a centro nave
- Ponte 11: Virgo
  - Centro Benessere Samsara, a prua
  - cabine ospiti
  - Lido Iris, a centro nave
  - Ristorante Club Bacco, a centro nave
- Ponte 12: Pegasus
  - Centro Benessere Samsara, a prua
- Ponte 14: Vela

## Incidenti

### 2014
Il 15 luglio 2014, la nave, durante le operazioni di manovra per l'attracco al porto di Napoli e con il pilota del porto a bordo, ha urtato la nave cisterna Stella di Lipari che, al contrario, stava effettuando la manovra di uscita dallo stesso scalo; durante tali manovre, come si è appreso dalla Capitaneria, le due imbarcazioni sono entrate in collisione, riportando danni, tuttavia, di minima entità. La Capitaneria di porto ha avviato gli accertamenti per chiarire la causa dell'incidente; allo stesso tempo, non si sono registrati problemi per la navigazione all'interno dello scalo.

## Navi gemelle
- Costa Concordia (naufragata all'Isola del Giglio)
- Costa Pacifica
- Costa Favolosa
- Costa Fascinosa
- Carnival Splendor

## Galleria d'immagini

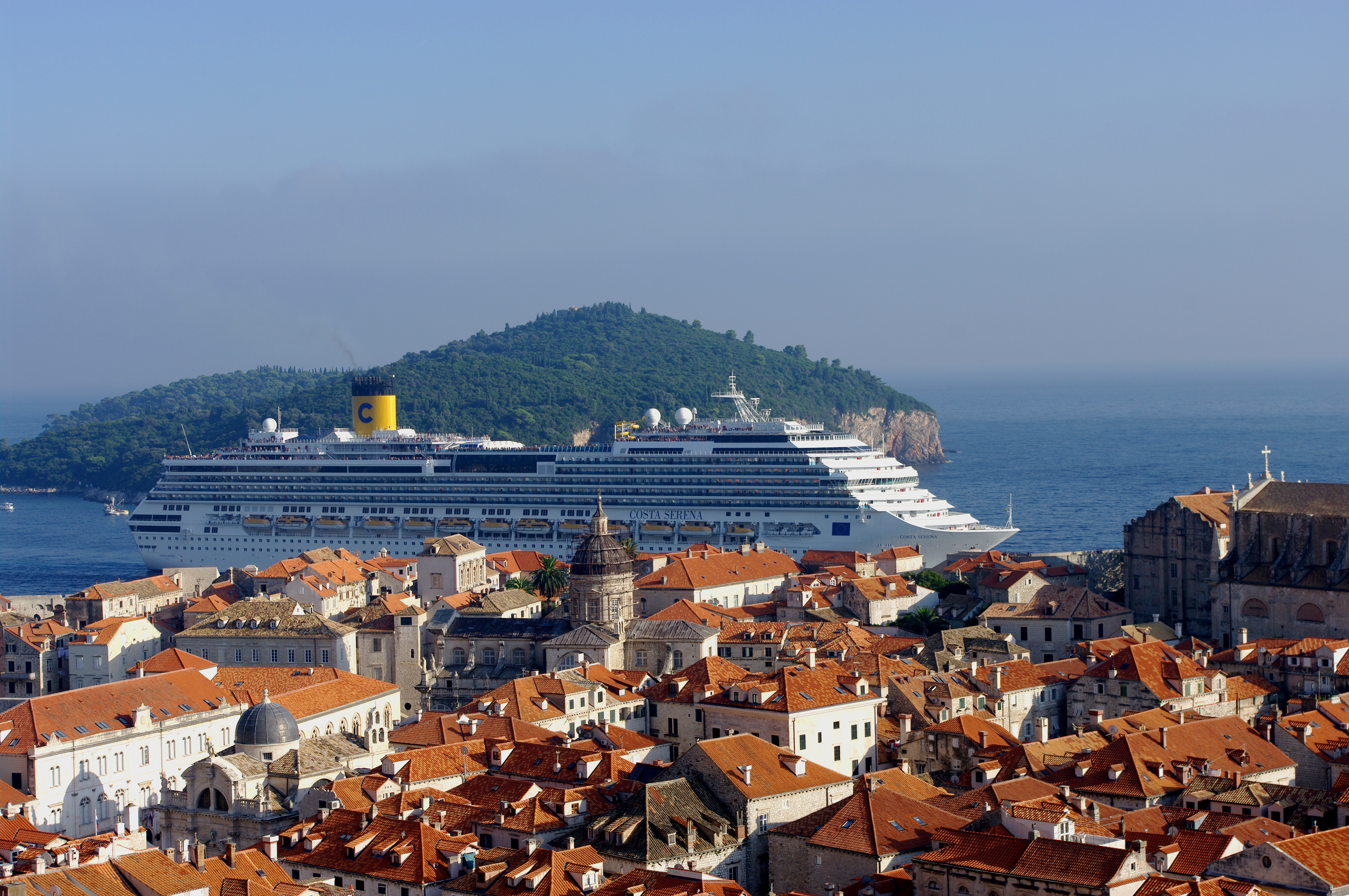
Costa Serena in rada davanti al centro storico di Ragusa (Croazia) nel 2008
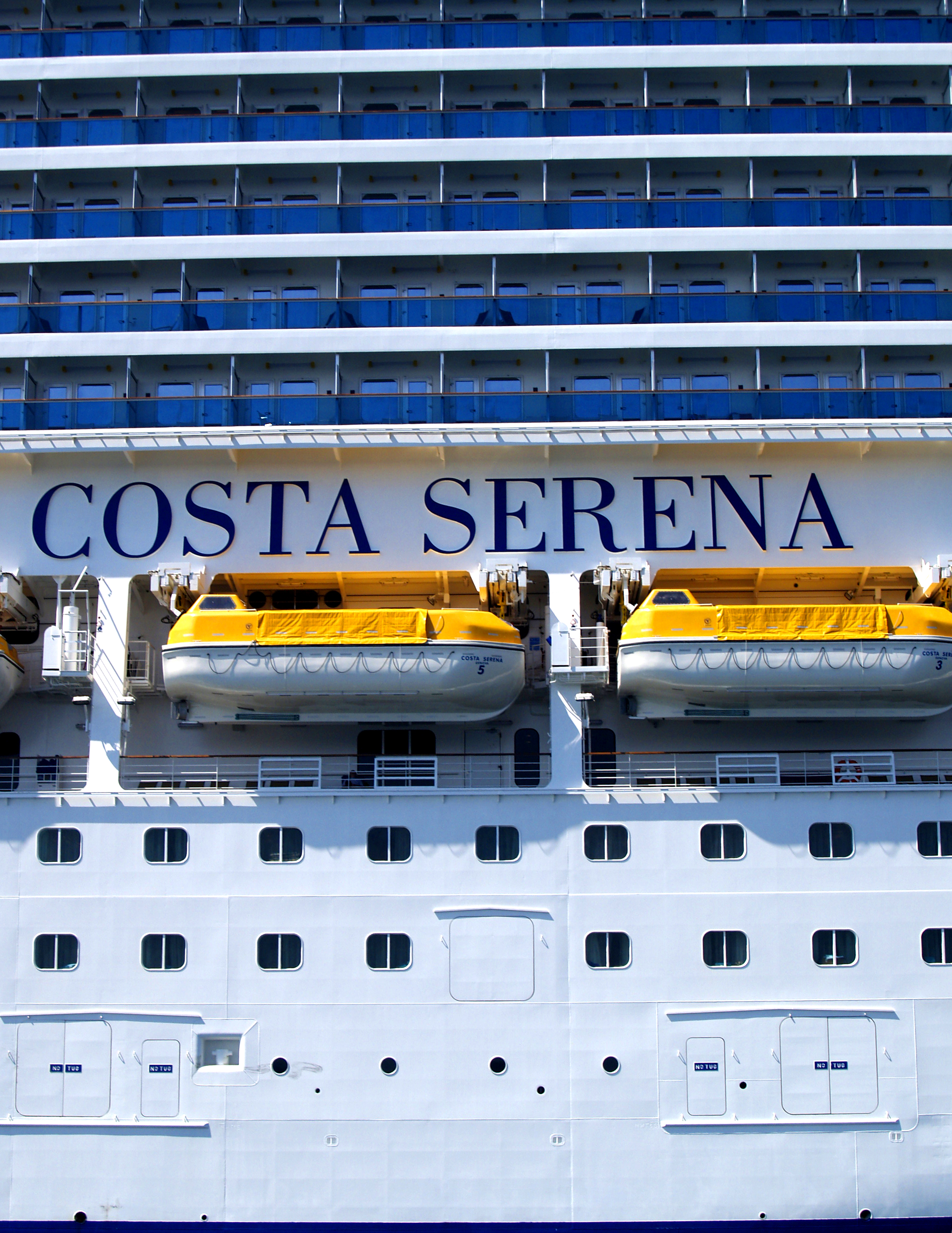
Murata della nave
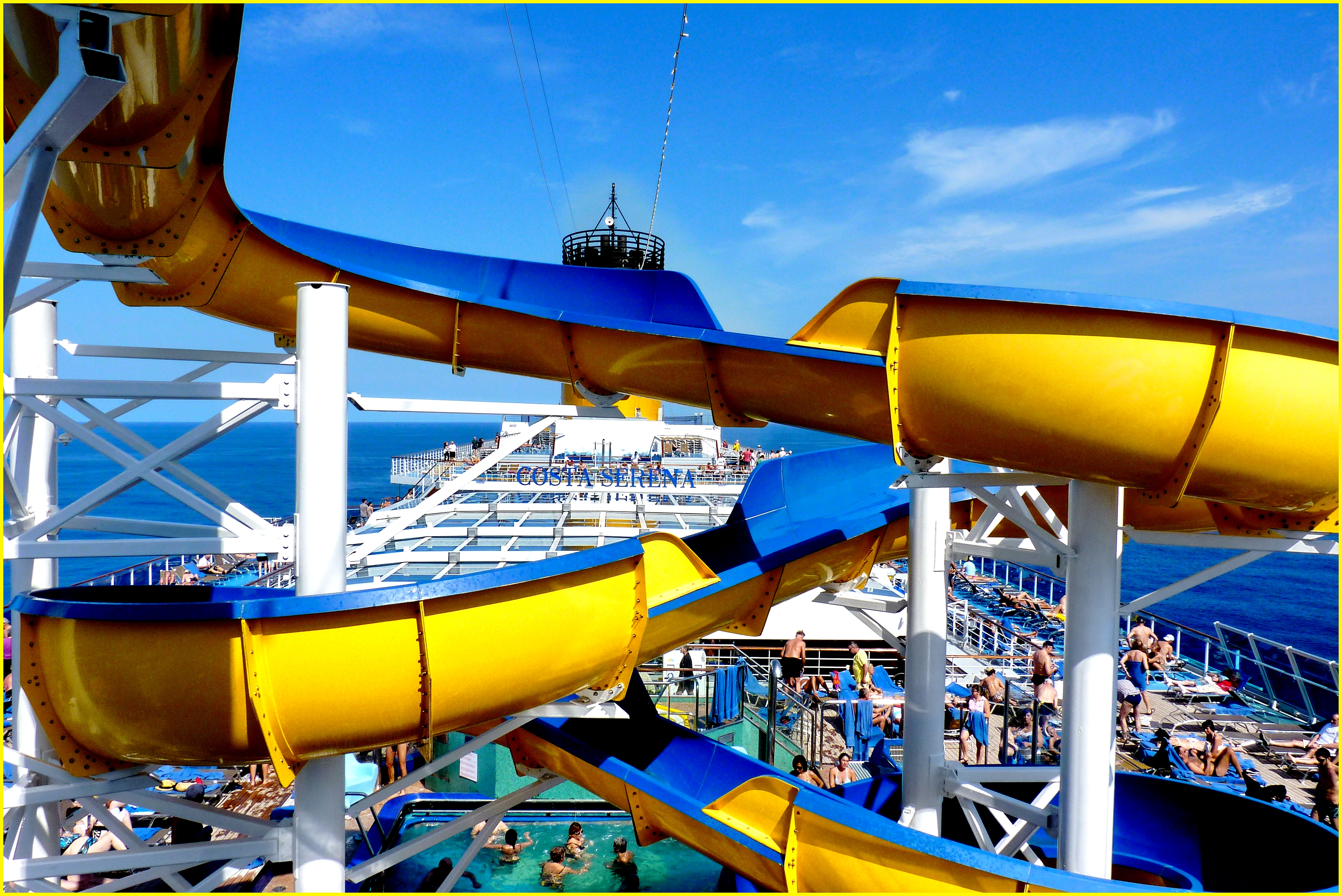
Vista sui ponti esterni